# ぶっかけ (性行為)

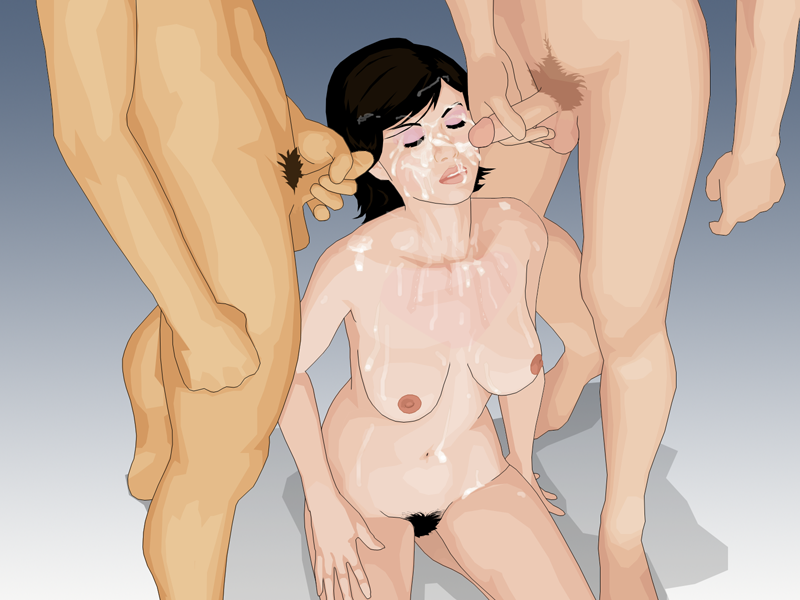
ぶっかけ（絵）の例。

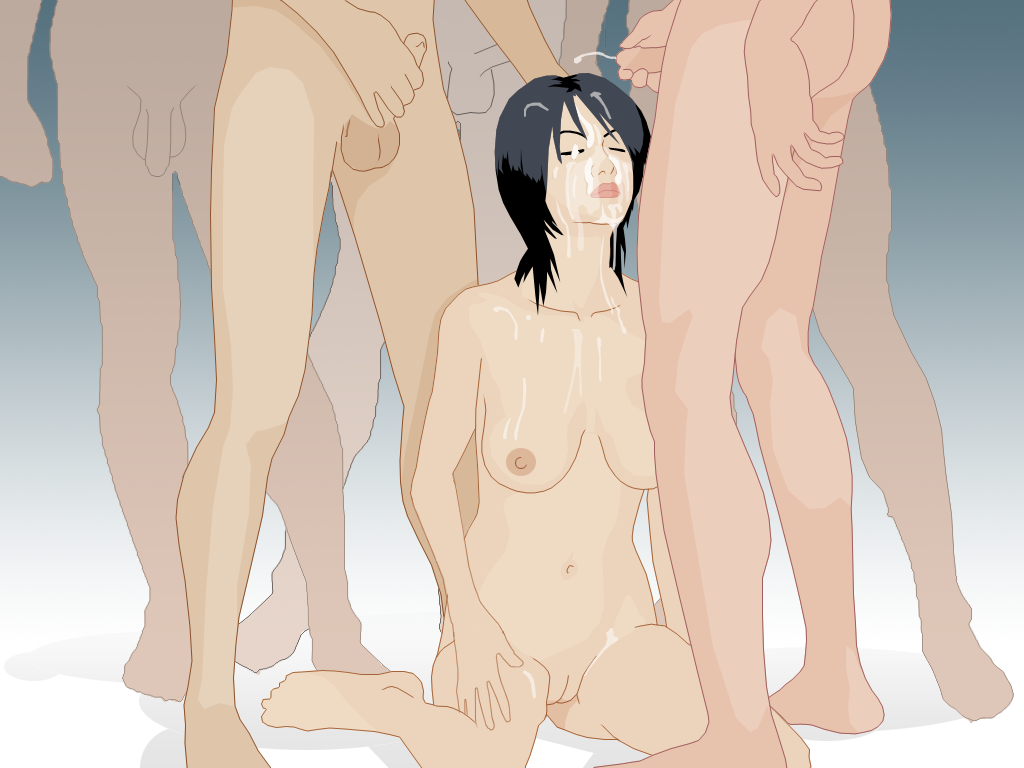
ぶっかけの芸術的演出

ぶっかけは、顔や体などに対し射精をし精液まみれにする性ジャンルを主に指す用語である。ポルノ映画でよく描写される。ぶっかけビデオでは現在のポルノ映画での比較的ニッチなところで流行っているのであるが1980年代の日本ではじまったとされ、そのジャンルは、北アメリカやヨーロッパ、そしてゲイ・ポルノの中にクロスオーバーして、順次広まっていったとしている。映像作品だけではなく、漫画表現などにも波及している。顔面射精（顔射）作品の一部で、原則2名以上の人物が矢継ぎ早に精液をかけることを意味する。

## 語源

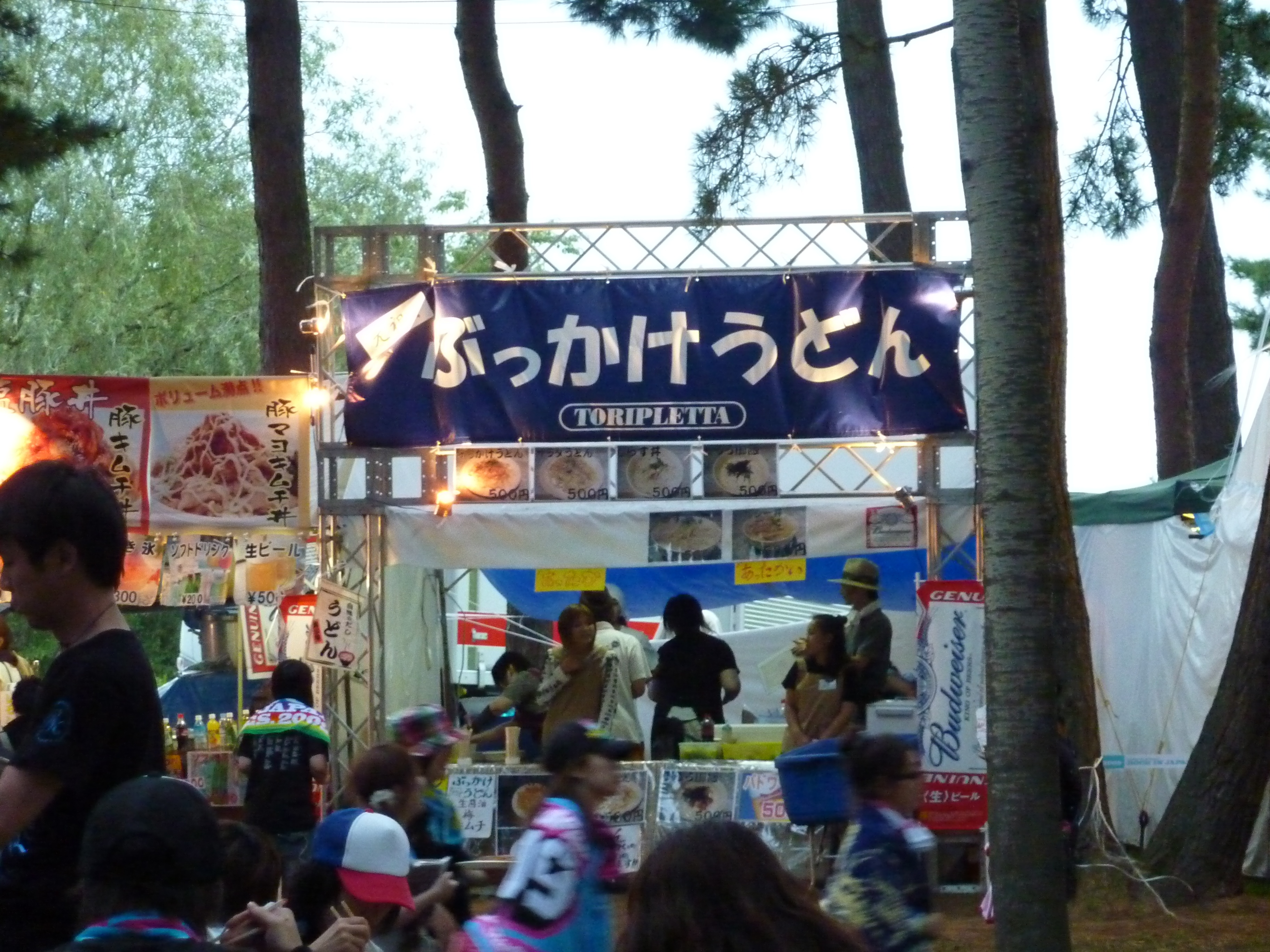
ぶっかけという言葉は、麺の種類など、日本語では多くの分野で使用されている。ぶっかけうどんの屋台

ぶっかけは「打っ掛け」と書き、ぶっかけることの様子だけでなく斬りかけるなどの意味もあり、「歌舞伎・八重霞曾我組糸」の手討にでも―にでも勝手にしやあがれ、などのように使用される。また汁をかけただけの食べ物を意味し、「滑稽本・浮世風呂 2」にも寒(さぶ)いから―を食ひてえの一節があるし、ぶっかけそばやぶっかけうどん、ぶっかけめしなどのメニューも存在する。
ぶん殴るやぶん投げるのぶんの由来は、「丸谷才一の日本語相談」（朝日文芸文庫、1995）をによれば、ぶんやぶっ、などは、ぶちが変化したものであって、ぶちも動詞のぶつ、の連用形で、ぶちは江戸時代に上方の打ちに対する東国の表現としている。丸谷によれば、ぶち殴るやぶち投げるなどにおけるぶつは、何かを叩くという意味ではなく、他の動詞で打ち（もしくは、ぶち）が付くと、「田子の浦ゆ打ち出でて見れば…」など、ふと（もしくは、ぱっとまたは威勢よく）などのその他の気配を示す副詞的な接頭語となったとしている。その打ち、の表現が現在でも残っているのが打ち明ける、打ち合わせるの語となっている。本来、日本語の動詞は語幹が子音で終り、それにA-I-Uの3母音をつけると名詞となる。そのうち、-Iで終るのは行為名詞で例として、ほり、ない、つき、-Aで終るのは行為の結果（そこに出現したモノを表す）名詞で例：ほら、なわ、つか、などがある。この語形成パターンは時代とともに崩れて行くが、ここに挙げた例にその名残りを留めている。-Iで終る「うち」は呪力を宿らせる行為であり、宿らせた結果が-Aで終るうた、である。
丸谷は同書で打つ（もしくは、ぶつ）という動詞の奥に、富士の山を見に打ち出でるのは、恐らく呪術的、儀式的な行為、神事で古代的な感情があったのでは、と考えている。古来ことわざは偶数句から成り立ち、神の宣り下す威力に満ちた呪文の中心部分である一方、人間の方から神に申し上げる役は歌が担う。これは奇数句を基本型式としており、5・7・5・7・7の様なリズムを持つ和歌もまた、本来は呪力をたのむ神事であったとしている。
ぶん殴るやぶん投げるではぶんの後の動詞がなぐる（もしくは、なげる）とN音で始まるから、これに引かれてぶんと、最後が音便化している。
一方でぶっ殺す、ぶっつけるの方はぶっ、の後がK,T音だから、こちらは-KK、-TTと促音便化し、ひらがなで「っ」と書かれる。ぶんとぶっはその次に来る動詞の最初の子音によってどちらかが自動的に選ばれるだけで、本来は同じ物なのであり、ぶっ殺すは、ぶち殺すとも言うから、ぶんとぶっは、ぶちが変化したものであることが一目で理解される。語源は動詞のぶつ、であり、ぶち殺すやぶちつけるはつかうが、ぶち殴るやぶち投げるとは使用されない。
当時の標準語「打ち」の方で上２つ以外はすたれてしまったが、東国がたのぶちの方は逆に栄えたようで、ぶち殺す、ぶちかける、ぶち飛ばす、ぶち殴る、ぶち叩く、ぶちつけるなど用例は多く、そしてこれらが一斉に音便化した。それがK,T音の前ではぶっ殺す、ぶっつける、ぶっ飛ばす、ぶっかける、ぶっ叩くなどとなり、N音の前ではぶん殴る、ぶん投げるなどとなった。

## リスク
ぶっかけは危険な性的行為であり、コンドームなしのオーラルセックスの行為も同様であるがオーラルセックスとは異なり、精液に含まれる病原体は目や皮膚の病変から体内に侵入する可能性もあるという

## シンボリック
アメリカの社会学者リサ・ジーン・ムーアは、ニューヨークの大学の出版社で出版された本で男性が一括して射精というぶっかけを求めるのは女性への屈辱感を指摘している。アメリカの編集者で出版者のラス・キックは、性科学を引用して、男性は「セックスについての閉鎖と最終的な感覚」を楽しんでいると述べており 視聴者は射精している男性と同一視し、代位の喜びの感覚を経験するとしている 。英米の反ポルノ運動家のゲイル・ダインズによると、女性のパフォーマーの体に射精したものは「女性を中古品としてマーク」し、所有感を伝えているとしている。ベテランのアメリカのポルノ俳優でプロデューサーのビル・マーゴールドは「私が信じがたいものを本当に示したく、それを人は見たいとおもう希望にかなうことは女性に対して横暴を働くことと堅く信じている。男性が顔に射精することで満足を手に入れる。なぜならそこで彼らは所有できない女性を得るからです。」 と述べている。

## 大衆文化
園子温による映画『愛のむきだし』（2009年）では、主人公のユウが「ぶっかけ社」というポルノビデオ会社で働くことを余儀なくされている。